# Francisco de Paula Benavides y Navarrete
Francisco de Paula Benavides y Navarrete (ur. 14 maja 1810 w Baezie, zm. 30 marca 1895 w Saragossie) – hiszpański duchowny katolicki, kardynał, arcybiskup Saragossy, rycerz Zakonu Santiago.

## Życiorys
Pochodził z arystokratycznego rodu. W 1836 przyjął święcenia kapłańskie. 21 grudnia 1857 został wybrany biskupem Sigüenzy. Sakrę przyjął 14 marca 1858 w Madrycie z rąk arcybiskupa Cirilo de Alameda y Brea (współkonsekratorami byli biskupi José de los Rios Lamadrid i Vicente Benigno Carrión). Uczestniczył w obradach Soboru watykańskiego I. 5 lipca 1875 objął stolicę patriarchalną Indii Zachodnich. 13 maja 1881 przeszedł na arcybiskupstwo Saragossy, gdzie pozostał już do śmierci. 12 marca 1877 Pius IX wyniósł go do godności kardynalskiej z tytułem prezbitera San Tommaso in Parione, zaś 28 lutego otrzymał tytuł prezbitera San Pietro in Montorio. Wziął udział w Konklawe 1878, które wybrało Leona XIII.